# III. Lajos bajor király
III. Lajos (München, 1845. január 7. – Sárvár, 1921. október 18.) bajor királyi herceg, 1912–1913 között a Bajor Királyság régense, majd 1913–1918 között utolsó uralkodója. A müncheni forradalom nyomán 1918. november 7-én lemondásra kényszerült, ezzel lezárult a Wittelsbach-dinasztia 738 éven át tartó bajorországi uralma.

## Élete

### Származása, ifjúkora
Édesapja Luitpold bajor királyi herceg (1821–1912), édesanyja Habsburg–Toscanai Auguszta Ferdinanda főhercegnő (1825–1864), II. Lipót toszkánai nagyherceg (1797–1870) leánya. Négyen voltak testvérek:
- III. Lajos (1845–1921),
- Lipót Miksa herceg (1846–1930), a német császári hadsereg tábornagya, Gizella osztrák főhercegnő férje.
- Terézia Sarolta Marianna Auguszta hercegnő (1850–1925) írónő, a Bajor Tudományos Akadémia tiszteletbeli tagja, a Müncheni Egyetem doktora.
- Ferenc József (1852–1907), aki Terézia liechtensteini hercegnőt vette feleségül.

Lajos királyi herceg 1845-ben született Münchenben. Keresztnevét apai nagyapja, I. Lajos bajor király után kapta. Élete első tíz évét a müncheni Királyi Kastélyban (Münchner Residenz) és a nymphenburgi kastélyban töltötte. A család ezután a Leuchtenberg palotába (Palais Leuchtenberg) költözött.
Nagybátyja, II. Miksa király 1861-ben a 16 éves Lajost kinevezte főhadnagyként a 6. Jägerbattalion (vadászzászlóalj) parancsnokává. Egy évvel később beiratkozott a müncheni Ludwig–Maximilian Egyetemre, ahol jogtudományt és közgazdaságtant hallgatott. 18. életévét betöltve – bajor királyi hercegként – automatikusan a bajor törvényhozó testület tagja lett.
1866-ban a Bajor Királyság az Osztrák Császárság szövetségeseként vett részt a porosz–osztrák háborúban. Lajos ebben az időben főhadnagyi (Oberleutnant) rangot viselt. A helmstedti csatában megsebesült, golyót kapott a combjába. Érdemeiért a Katonai Érdemrenddel (Militär-Verdienstorden) tüntették ki.

### Bajorország régense és királya
Mikor apja, Luitpold herceg 1912 decemberében meghalt, Lajos átvette helyét a régensi székben és ő irányította az országot elmebeteg unokatestvére, Ottó helyett. Régensi működésének legfontosabb mozzanata az volt, hogy kiegészítette a Bajor Királyság alkotmányát egy záradékkal, amely kimondta, hogy ha a régensség 10 évnél tovább tart, és valószínűsíthető, hogy a király már soha többé nem lesz képes uralkodni, akkor a régens bejelentheti a régensség végét és átruházhatja a koronát, amit a törvényhozásnak jóvá kell hagynia. A javaslat a képviselőházban nagy támogatást kapott, ahol 122 támogató szavazattal 27 ellenében elfogadták. A szenátusban csak 6 ellenző szavazat volt. 1913. november 5-én Lajos bejelentette a törvényhozásnak, hogy a régensség véget ért és Ottót lemondatta a trónról, majd III. Lajos néven kezdte meg rövid uralkodását.
Az első világháborúban igyekezett a lehető legkisebb szerepet vállalni, bár ellenezte Erich Ludendorffnak, a német császári hadsereg tényleges irányítójának katonapolitikáját. Poroszországban vakon megbízott, többek között ezért is lépett be a háborúba. Népszerűsége egyre csökkent. A szocialista Kurt Eisner vezette bajor felkelés (1918. november 7.) teljesen váratlanul érte. Trónjáról nem mondott le, de 1918. november 13-án polgári és katonai tisztségviselőit felmentette a neki tett hűségesküjük alól. Ezt a cselekedetét Kurt Eisner lemondásként értelmezte, aki az újonnan alakult köztársaság (a Bajor Szabadállam) miniszterelnöke lett.
Lajost főleg a mezőgazdaság és a közlekedés fejlesztése érdekelte, bár – hűen a Wittelsbach hagyományokhoz – a művészeteket is támogatta. 1868-tól tiszteletbeli elnöke volt a Bajor Mezőgazdasági Szövetség Központi Bizottságának (Ehrenpräsident im Zentralkomitee des Landwirtschaftlichen Vereins). A technika területén leginkább a vízi erő alkalmazása érdekelte. 1891-ben az ő kezdeményezésére alapították a Bajor Csatorna Társaságot (Bayerische Kanalgesellschaft).

## Száműzetése
Menekülése már lemondása után, 1918. november 7-én megkezdődött, amikor elhagyta a müncheni Residenzt. 1919 februárjában Kurt Eisner miniszterelnök merénylet áldozatául esett és Lajos joggal tarthatott attól, hogy ő lesz a következő áldozat, ezért Ausztriába menekült, később Liechtensteinbe, majd Svájcba utazott. 1920 áprilisában hazatért Münchenbe és egészen 1921 szeptemberéig a Wildenwart kastélyban élt. Később látogatást tett felesége sárvári birtokán, ahol 1921. október 18-án meghalt. Ekkortól egészen az államosításig ötödik gyermeke, Ferenc bajor királyi herceg lett a sárvári Wittelsbach-birtokok tulajdonosa.
Holttestét 1921. november 5-én szállították vissza Münchenbe. Állami temetés keretében helyezték örök nyugalomra a müncheni Miasszonyunk-templomban (Frauenkirche), néhány hónappal korábban elhunyt feleségével együtt.

## Házassága

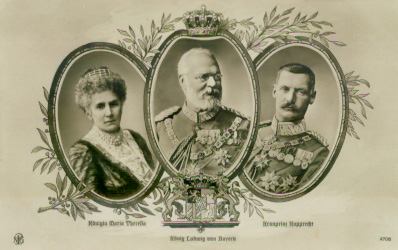
Lajos feleségével és legidősebb fiával, Rupprecht trónörökössel

1867 júniusában éppen unokatestvérének, Habsburg–Tescheni Matild Mária főhercegnőnek (nagynénje, Hildegárd hercegnő balesetben elhunyt leányának) temetésén vett részt, amikor megismerkedett az elhunyt leány 18 éves unokanővérével, Habsburg–Estei Mária Terézia Henrietta főhercegnővel (1849–1919), Ferdinánd Károly Viktor főherceg leányával. Egymásba szerettek, és Mária Henrietta nagyapjának, V. Ferenc modenai hercegnek tiltása ellenére eljegyezték egymást.
A házasságkötésre 1868. február 20-án került sor a bécsi Szent Ágoston-templomban (Augustinerkirche). A boldog házasságból 13 gyermek született:
1. Rupprecht herceg, a bajor trónörökös (1869–1955), aki 1900-ban Marie Gabriele bajor hercegnőt (1878–1912), majd 1912-ben Antonia von Luxemburg–Nassau hercegnőt (1899–1954) vette feleségül.
2. Adelgunda Mária Auguszta Terézia hercegnő (1870–1958), aki 1915-ben Wilhelm von Hohenzollern–Sigmaringen hercegéhez (1864–1927) ment feleségül.
3. Mária Lujza (Ludwiga) Terézia hercegnő (1872–1954), aki Ferdinánd nápoly–szicíliai herceghez, Calabria hercegéhez (1869–1960) ment feleségül.
4. Károly Maria Luitpold herceg (1874–1927).
5. Ferenc Maria Luitpold herceg (1875–1957), aki 1912-ben Isabella von Croÿ hercegnőt (1890–1982) vette feleségül.
6. Matilda Mária Terézia Henrietta Krisztina Luitpolda (1877–1906), aki 1900-ban Ludwig Gaston szász–coburg–gothai herceghez (1870–1942) ment feleségül.
7. Wolfgang Maria Lipót herceg (1879–1895), fiatalon meghalt.
8. Hildegárd Mária Krisztina Terézia hercegnő (1881–1948), nem ment férjhez.
9. Notburga Karolina hercegnő (*/† 1883), születése után néhány nappal meghalt.
10. Wiltrud Mária Aliz (Alix) hercegnő (1884–1975), aki 1924-ben Wilhelm von Urach herceghez (1864–1928) ment feleségül.
11. Helmtrud Mária Amália hercegnő (1886–1977).
12. Dietlinde Mária Terézia hercegnő (1888–1889), kisgyermekként meghalt.
13. Gundelinda Mária Jozefa hercegnő (1891–1983), aki 1919-ben Johann Georg von Preysing-Lichtenegg-Moos grófhoz (1887–1924) ment feleségül.

A házassággal Lajos jelentős vagyonra tett szert, hiszen a menyasszony hatalmas vagyont örökölt apjától; tulajdonába kerültek többek közt a sárvári és az eiwanowitzi (ma: Ivanovice na Hané) uradalmak. Az ezekből származó bevételek lehetővé tették Lajos számára, hogy birtokot vásároljon Leutstettenben (ma Starnberg része), amit később Lajos Bajorország egyik legnagyobb és legjobban jövedelmező birtokává fejlesztett. S bár Münchenben is fenntartottak maguknak egy rezidenciát (Leuchtenberg kastély), idejük nagy részét a leutstetteni birtokon töltötték.